# Кевин Конрой
Кевин Конрой (на английски: Kevin Conroy) (30 ноември 1955 г. – 10 ноември 2022 г.) е американски актьор. Активно се занимава с озвучаване и е популярен най-вече с ролята си на супергероя на ДиСи Комикс, Батман, в „Батман: Анимационният сериал“, както и в редица други анимационни сериали и филми, обхванати в Анимационната вселена на ДиСи. Озвучава героя и във видеоиграта Batman: Arkham Asylum и всички останали игри от поредицата. През 2019 г. за първи път изпълнява ролята в епизод на игралния сериал „Батуоман“, който е част от събитието „Криза на безкрайните Земи“.

## Личен живот
Има двама братя и една сестра, а домашният му любимец е лабрадор.
През 2016 г., в интервю с Конрой за статия на Ню Йорк Таймс, се споменава, че той е открито гей.

## Смърт
Конрой умира в болница „Маунт Синай“ от рак на дебелото черво на 10 ноември 2022 г. на 66 години.
Оставя след себе си своя съпруг, Вон Уилямс, както и Триша и Том Конрой, своите сестра и брат.
Сред хората, които му отдават почит, са Марк Хамил, Даян Пършинг, Дейна Дилейни, Джордж Нюбърн, Тара Стронг, Пол Дини, Андреа Романо, Грей Делайл, Сюзън Айзенбърг, Джордж Такей, Фил Ламар и Джеймс Гън.